# 奥村真理子
奥村 真理子（おくむら まりこ、1949年12月16日 - ）は、日本の漫画家。石川県金沢市出身。小学館の学年誌や同社の『ぴょんぴょん』に連載を持っていた。
主に小学館の雑誌にて、少女漫画を中心に執筆。単行本は、同社のてんとう虫コミックスから数作品が刊行されている。

## 人物
趣味はペット飼育や音楽全般（特にピアノ）。一番影響を受けた漫画家は水野英子。
幼少の頃は農林省に勤める父親の転勤の都合で日本各地を移り歩く。やがて生まれ故郷の石川県金沢市に定住し、石川県立金沢錦丘高等学校を卒業。
現在は金沢市近郊の白山市鶴来に於いて、家業のカラオケ喫茶でママを務める傍ら、カラオケ歌謡サークル『紫陽花歌謡音楽同好会』主宰として趣味の音楽を楽しむ。喫茶店内にはところ狭しとオリジナルの絵が飾られている。漫画家としては引退したわけでは無く、休筆中である。
初期のころは『奥村まり子』名で執筆した作品はあるが、一部『白樺まり』名で活動していたという説は間違いであり、これは別人である。

## 経歴
1960年代から1990年代にかけて活躍した。高校1年の時に集英社の月刊誌、『別冊マーガレット』の漫画投稿コンテストに応募し、最高位の金賞受賞。翌年の高校2年時には早くも『別冊マーガレット』にて『おかえりはあちら』でデビューを果たす。高校卒業後に単身上京し、プロ漫画家として本格的に活動を始める。活動開始後、小学館の学年誌にも活躍の場を広げ、連載開始時のピークは一日の睡眠時間が2時間と多忙を極めた。学年誌では学生時代に器楽部、合唱部に所属して音楽に深く関わっていた特技を生かし、作品の特色として芸能界の歌手を題材にした作品が多かった。
漫画作品執筆の他にも学習用グッズや玩具のキャラクターデザインにも多く関わり、多数の製品が世に出回っていた。中には祭事などで香具師が売る綿菓子の袋や東南アジア製の児童用サンダルに作者に無断でキャラクターを使われたりもしていたが、本人はむしろ多方面への反響を喜び、無断でキャラクターを使用されている事は気にしていなかった様である。
2010年11月5日、最新作である「戦国の花つぼみ」が日本漫画学院コミックターミナルにて電子図書として発売。

## 光のパンジー
作品の中でも著者が最も思い入れが大きい代表作の一つである。著者がこれまで見た童話や映画の中の感銘した場面をモチーフとし、主人公の少女と関わった人間すべての人に頑張って前向きに生きれば必ず光が当たるという作者のメッセージが込められている。この作品は、翻訳してインドネシアや台湾にも輸出された。
2004年、復刊ドットコムに於いて、コミック本が復刻され再版された。

## 作品リスト
※はテレビドラマやテレビアニメのコミカライズ
- おかえりはあちら（『別冊マーガレット』1965年、デビュー作）
- 美しいポリー（『小学館』）
- なんたって18歳※（『小学二年生』1972年1月号 - 10月号）
- 赤い靴※（『小学二年生』1972年11月号 - 1973年10月号）
- ふしぎな リミットちゃん※（『小学二年生』1973年9月号 - 1974年3月号）
- 魔女っこメグちゃん※（『小学二年生』1974年4月号 - 1975年10月号）
- それいけ!カッチン※（『小学二年生』1975年12月号 - 1976年6月号)、『小学三年生』1976年4月号 - 10月号）
- ふしぎっ子レミちゃん（『小学二年生』1976年8月号 - 1977年3月号）
- 天使のルルちゃん（『小学二年生』1977年4月号 - 1978年3月号）
- おちゃめなアリス（『小学一年生』1979年1月号 - 3月号、『小学二年生』1978年4月号 - 1980年3月号、『小学三年生』 1979年4月号 - 8月号）
- とんでけ!ピンキー（『小学二年生』1980年4月号 - 1981年3月号、『小学三年生』1981年4月号 - 5月号）
- がんばる!ピカちゃん（『小学二年生』1981年4月号 - 1982年3月号）
- ジュンとミミ（『小学二年生』1982年4月号 - 1983年3月号）
- 歌って!ナナちゃん（『小学一年生』1983年9月号 - 1984年3月号,1985年4月号 - 1986年3月号、『小学二年生』1983年4月号 - 1985年3月号,1986年4月号 - 1987年3月号、『小学三年生』1984年4月号 - 1985年12月号、『小学四年生』1985年4月号 - 1986年3月号、『小学五年生』1986年4月号 - 6月号）
- あいらぶ ナナちゃん（『小学一年生』1984年4月号 - 1985年3月号、『小学二年生』1985年4月号 - 1986年3月号）
- アイドル ナナちゃん（『小学一年生』1986年6月号 - 1987年3月号、『小学二年生』1987年4月号 - 5月号）
- ダイアナ妃物語（『小学三年生』1986年6月号）
- おニャン子クラブ友情物語（『小学三年生』1986年11月号,1987年6月号）
- 夢はアイドル（『小学一年生』1987年6月号 -  1987年12月号）
- 悪魔タッチでみ・る・く（『小学二年生』1987年6月号 - 1988年2月号）
- 光のパンジー（『ぴょんぴょん』1988年第1号（創刊号） -1992年9月号）
- ときめいて! ジュン（『小学一年生』1988年4月号 - 1992年3月号、『小学二年生』1989年4月号 - 1990年9月号）
- 戦国の花つぼみ（『北國新聞社 月刊北國アクタス』1996年）

その他多数